# Julio César Vidal Ortiz
Julio Cesar Vidal Ortiz (Tierralta, Córdoba, 19 de junio de 1944) es un eclesiástico colombiano, de la Iglesia católica. Fue obispo prelado del Alto Sinú, Obispo de Montelíbano, Obispo de Montería y Obispo de Cúcuta.

## Vida y obra
Nació en el municipio de Tierralta, departamento de Córdoba, el 19 de junio de 1944. Realizó sus estudios secundarios en el Seminario Menor de Montería y cursó luego la Filosofía y la Teología en el Seminario Regional "Juan XXIII" de Barranquilla. Más tarde, ya sacerdote, en la Universidad de San Paciano en Barcelona (España) obtuvo la licenciatura en teología. Fue ordenado sacerdote en su tierra natal, el 7 de abril de 1973, para la Diócesis de Montería. 
Comenzó su ministerio como vicario cooperador de la Parroquia "Nuestra Señora de Fátima" en Montería (1973-1974) y luego, con el mismo oficio, pasó a la Catedral Diocesana (1975-1977). Después de su regreso de Europa fue nombrado Párroco de la Parroquia "San Francisco de Asís" en Chinú (1981-1985) y encargado de la Parroquia "San Andrés" de Sotavento (1985-1990). A partir de 1990 y hasta su elección al Episcopado, se desempeñó como vicario general de Montería y, desde 1991, también como párroco de la Parroquia "Nuestra Señora de Fátima" en la misma ciudad de Montería.
Fue nombrado obispo prelado del Alto Sinú el 16 de diciembre de 1993 y consagrado el 18 de febrero de 1994. Cuando la Prelatura del Alto Sinú fue erigida como Diócesis de Montelíbano, el 29 de diciembre de 1998, Monseñor Vidal Ortiz fue designado como su primer Obispo.
El 31 de octubre de 2001, Su Santidad Juan Pablo II lo nombró Obispo de Montería.
El 16 de julio de 2011, Su Santidad Benedicto XVI lo nombró Obispo de Cúcuta.
El prelado ha sido un pastor de la Iglesia Católica con gran sentido social, que ha trabajado incansablemente en la búsqueda de la paz, la defensa de los derechos humanos y por el desarrollo de las comunidades.
Fue asesor de Paz del Departamento de Córdoba (1991-2001): estando en la Diócesis de Montelíbano, en 1993, recorrió por completo los territorios golpeados por la violencia de la guerrilla y los paramilitares, "Allí frenó una toma de las AUC al corregimiento de Juan José, jurisdicción del municipio de Puerto Libertador". (El Meridiano de Sucre, 17 de julio de 2011).
Fue miembro de la Comisión facilitadora de paz entre el gobierno anterior y las AUC. Los críticos del proceso no dudaron en hablar en su contra: En diciembre de 2010 le dijo a EL MERIDIANO de Córdoba que el asunto más que indignarle le entristecía. "Son palabras irreflexivas que no son capaces de dimensionar todo lo que ha significado que uno como obispo le haya gastado tantas horas a buscar la desmovilización de esta gente, sin otro interés que la paz del país".
Junto a los obispos de las Diócesis de Montelíbano, monseñor Édgar de Jesús García, y Apartadó, monseñor Luis Adriano Piedrahíta, crea La Corporación de Desarrollo y Paz de Urabá, Cordupaz, que trabaja por las comunidades víctimas de la violencia en Córdoba y Urabá, "Hemos decidido trabajar con estas comunidades porque la violencia les ha destruido el tejido social.
Durante sus dos últimos años como obispo de Córdoba actuó como facilitador de un acercamiento entre el Gobierno y las bandas criminales al servicio del narcotráfico.
En 2011 llega a pastorear la Diócesis de Cúcuta, su labor comenzó por la bendición y entrega de 60 alojamientos temporales para los damnificados de Gramalote, de los 81 que se han entregado en total.
Con su gestión logró la Alianza por el Buen Gobierno, y ha promovido la cultura de paz y la defensa de la dignidad humana, a través de la marcha del perdón, organizada por la Diócesis y la marcha de una flor, en alianza con instituciones que defienden la dignidad de la mujer y la equidad de género. Asimismo, lidera un proyecto de juventud para promover su formación integral desde la formación en distintos componentes: sociales, culturales, morales y de proyección social.
Se desempeñó como Obispo de la Cúcuta hasta el 24 de julio de 2015, día en que su Santidad Francisco acepta la renuncia presentada por enfermedad o causa grave, pasando a ser Obispo Emérito de Cúcuta, dedicándose a una vida de oración y reflexión.